# Festival international du film des Hamptons 2015
Le Festival international du film des Hamptons 2015 (The Hamptons International Film Festival ou HIFF), s'est tenu du 8 au 12 octobre 2015.

## Palmarès
Source

### Meilleure révélation
- Rebecca Ferguson pour le rôle de Ilsa Faust dans Mission impossible : Rogue Nation (Mission: Impossible – Rogue Nation)[2]

### Golden Starfish Awards

#### Meilleur film
- Béliers de Grímur Hákonarson

#### Meilleur film documentaire
- Missing people de David Shapiro

#### Meilleur court métrage de fiction
- Over de Jörn Threlfall

### Audience Awards

#### Meilleur film
- Room de Lenny Abrahamson

#### Meilleur film documentaire
- Where to Invade Next de Michael Moore

#### Meilleur court métrage
- All american family de Andrew Jenks

### Zelda Penzel “Giving Voice to the Voiceless” Award
- The Champions de Darcy Dennett

### Victor Rabinowitz& Joanne Grant Award for Social Justice
- The Uncondemned de Michelle Mitchell et Nick Louvel

### Tangerine Entertainment Juice Award
- Les Suffragettes de Sarah Gavron

### Suffolk County Film Commission Views From Long Island Award
- When I live my life over again de Robert Edwards